# Andrei Rădulescu
Andrei Rǎdulescu, né le 9 février 1925 à Bucarest, est un ancien arbitre roumain de football. Il débuta en 1959, fut arbitre international de 1963 à 1970.

## Carrière
Il a officié dans une compétition majeure : 
- Coupe du monde de football de 1970 (1 match)